# Nico Weinberger
Nico Weinberger (* 26. Mai 1999) ist ein österreichischer Fußballspieler.

## Karriere
Weinberger begann seine Karriere beim SV Rottenmann. 2012 wechselte er zum FC Judenburg. Nach einem Jahr bei den Judenburgern kam er 2013 in die Akademie der Kapfenberger SV. Ab 2015 spielte er für die Dritt- und die Viertmannschaft der KSV, den ASC Rapid Kapfenberg und den ASC Rapid Kapfenberg II.
Im April 2017 debütierte er für die Zweitmannschaft von Kapfenberg in der Landesliga, als er am 21. Spieltag der Saison 2016/17 gegen den SV Wildon in der 73. Minute für Stefan Pantic eingewechselt wurde.
Im Mai 2018 gab er sein Debüt für die Profis der Steirer in der zweiten Liga, als er am 35. Spieltag der Saison 2017/18 gegen den TSV Hartberg in der 84. Minute für Thomas Maier ins Spiel gebracht wurde.
Zur Saison 2019/20 wechselte er zum Regionalligisten SC Weiz. Nach zwei Spielzeiten in Weiz wechselte Weinberger im Sommer 2021 zum Ligakonkurrenten SC Kalsdorf. Für Kalsdorf kam er zu 26 Einsätzen in der Regionalliga, aus der er mit dem Team 2023 aber abstieg.
Zur Saison 2023/24 wechselte Weinberger daraufhin zum Regionalligisten Deutschlandsberger SC.